# Sucrerie d'Eppeville
La sucrerie d’Eppeville est une usine sucrière française située à Eppeville (Somme) emblématique de la reconstruction de la Haute-Somme par suite des destructions de la Première Guerre mondiale, notamment dans la région naturelle du Santerre, et inventoriée à ce titre ,. La sucrerie d'Eppeville a fermé ses portes en février 2020.
C'est un établissement de la société Saint Louis Sucre.

## Histoire
Une première sucrerie est mentionnée à Eppeville en 1828. En 1835, elle prend le nom de société Letombe. En 1857, la société Bostenn et Compagnie possède une sucrerie où on fait mention de travail nocturne d'enfants. Elle devint en 1889 la société Legrand et Compagnie.
Rachetée en 1893 par la société Bocquet et Compagnie la même année, elle se transforme en société anonyme Sucrière d'Eppeville. La sucrerie d'Eppeville est dynamitée par l'armée allemande en 1917 et 1918. Il ne subsiste d'avant 1914 qu'un logement d'ouvriers datant de 1901.
Après la Grande Guerre, la compagnie nouvelle des Sucreries réunies (CNSR) est créée par la fusion de quatorze sucreries existantes en 1914 sous l'impulsion du raffineur Edme Sommier et de l'ingénieur Émile Tabary qui dirige une importante sucrerie à Flavy-le-Martel, dans le département de l'Aisne. Tous deux ambitionnent de construire la plus grande sucrerie de France.
Le site industriel choisi en 1919 est situé entre le canal de la Somme et la ligne ferroviaire Amiens-Tergnier. Il est traversé par la route nationale 30. L'emprise foncière est de 190 000 m2.
Pour diriger la construction, Edme Sommier choisit l'architecte Georges Lisch qui dirige alors les travaux de restauration de son château de Vaux-le-Vicomte. Les études menées par Émile Tabary et par Georges Lisch permettent de planifier la construction de 1919 à 1922.

## Une œuvre architecturale originale
La reconstruction de la sucrerie d'Eppeville et des logements ouvriers qui l'entourent est un exemple de l'architecture industrielle de l'Entre-deux-guerres.
Bombardée en 1940, la sucrerie est en partie reconstruite entre 1941 et 1945. Elle connaît des agrandissements dans la seconde moitié du XXe siècle.

### L'usine
Les travaux commencent en 1920 par la stabilisation du terrain marécageux. L'entreprise Jean et Georges Hersent, spécialisée dans les travaux portuaires, en est chargée. Le coût des travaux de fondation s'élève à dix millions de francs.
L'ampleur du chantier et les difficultés techniques découragent des entreprises comme Cail pourtant réputée dans ce genre de travaux. C'est la firme tchèque Skoda, filiale du groupe Schneider qui est chargée du chantier. Six cents ouvriers tchèques viennent spécialement sur le chantier effectuer le montage de la structure métallique. De 1920 à 1922, cent soixante entreprises participent à la construction de la sucrerie.
Les plans de l'usine, élaborés en 1921 par Georges Lisch, ont la forme d'un E. Le grand côté constitue la façade principale qui s'inspire de la gare ferroviaire du Havre construite par Juste Lisch, son père. La façade du pavillon principal est composée d'une vaste ouverture centrale surmontée d'une inscription en éventail : « Fabrique de sucre » en céramique verte, tranchant avec les briques orangées.

### Le château
Le château situé à l'écart de l'usine abrite la direction et le logement du directeur de l'usine. Ce manoir construit en brique, en 1921-1922, sur trois niveaux, en forme de L, est entouré d'un vaste parc à l'anglaise. La ferme se compose d'une aile nord de communs et d'une aile sud pour le logement du personnel.

## Photos

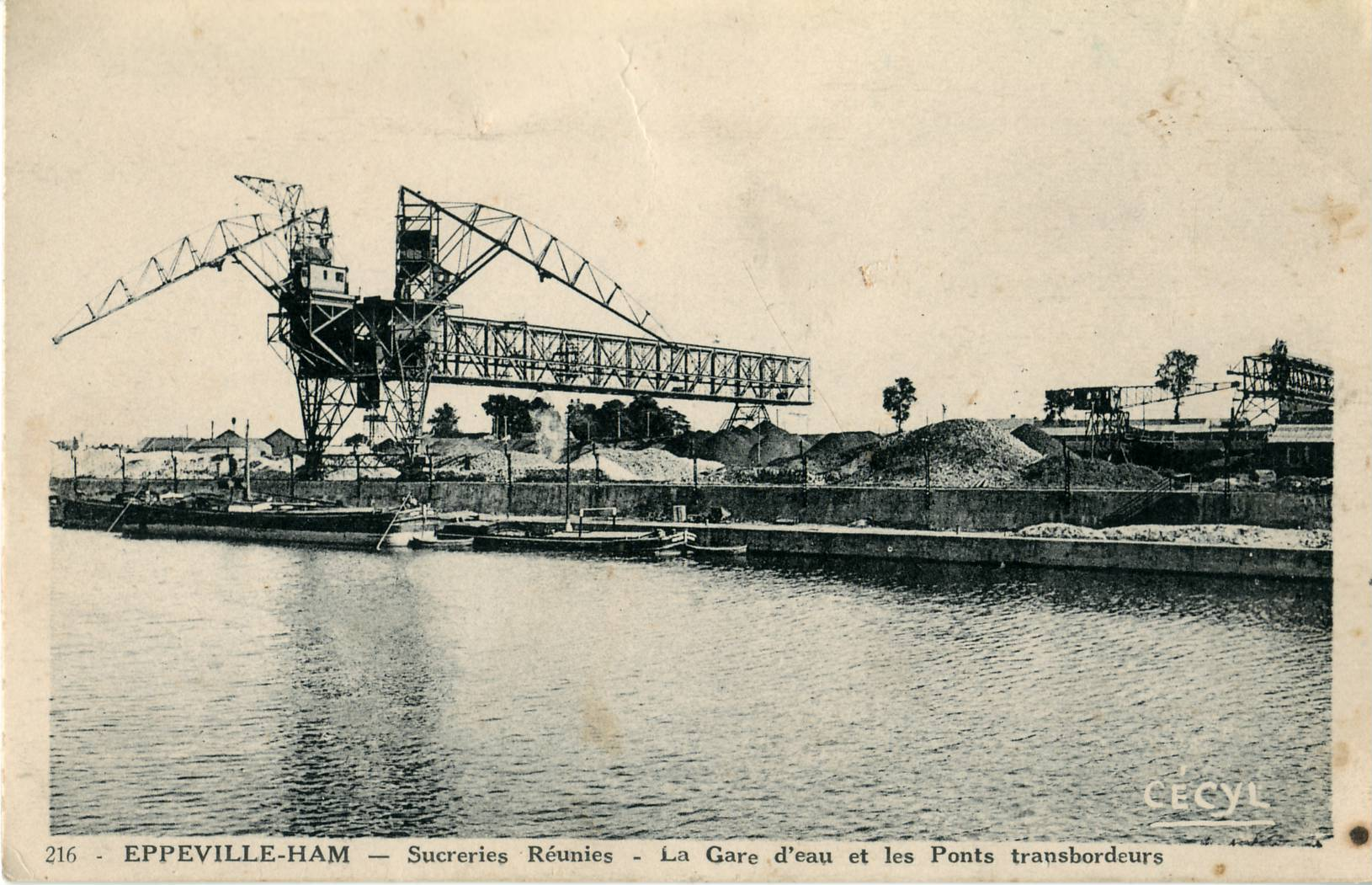
Les Sucreries réunies : la gare d'eau et les ponts transbordeurs.
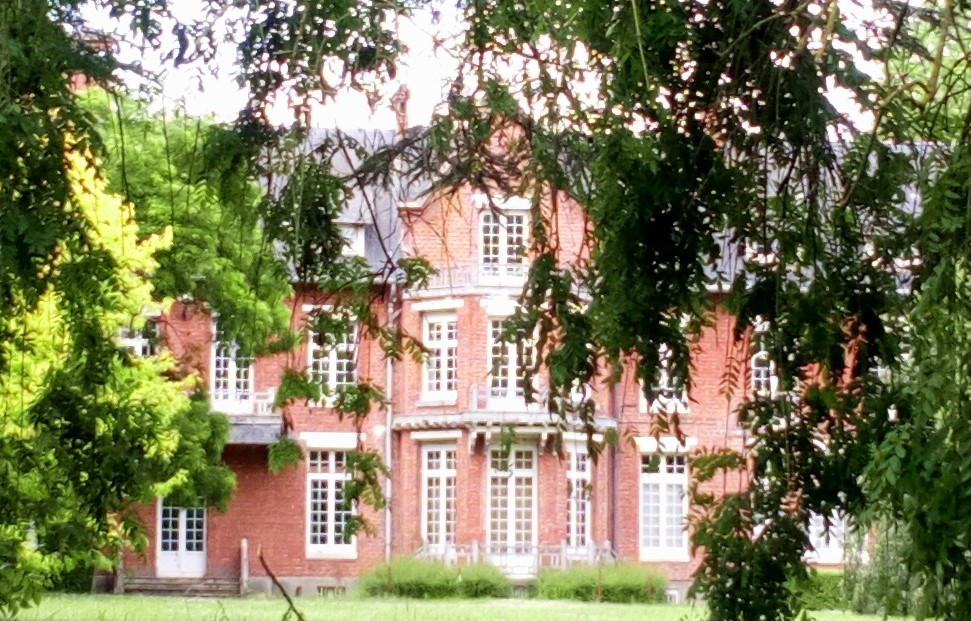
Le château.
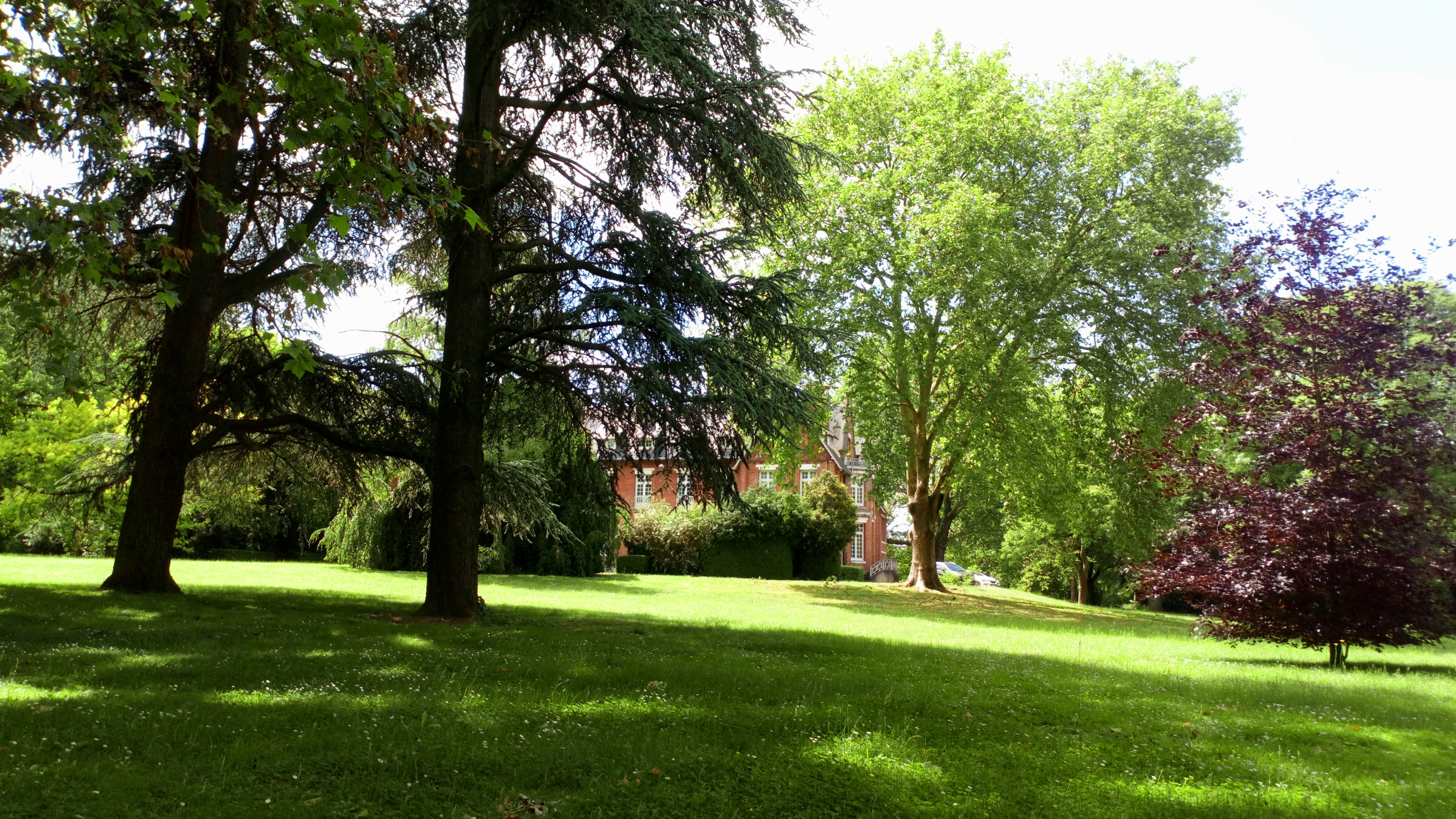
Le parc.

## Les logements ouvriers
La CNSR décide dès mai 1920, avant celle  de l'usine, la construction de logements pour le personnel pour un montant de quatorze millions de francs. Georges Lisch en conçoit également les plans. Les logements se répartissent en trois ensembles :
- l'Hôtel de Fabrique qui peut accueillir cent cinquante ouvriers saisonniers logeant dans des chambres de trois ou quatre lits. Le bâtiment en forme de U abrite également une cuisine et une salle de cantine ;

- la Petite Cité , composée de cinq longs bâtiments en forme de L qui accueillent les ouvriers permanents ;

- la Cité Germaine[6], cité ouvrière aux allures de cité-jardin, formée de treize bâtiments en forme de T, divisés chacun en quatre logements mitoyens réservés aux ouvriers et employés les plus qualifiés. Cette cité et les rues adjacentes perpétuent la mémoire d'Edme Sommier et de ses nièces, filles de Jean de Vogüé, l’un des principaux dirigeants de l’usine. On rencontre donc, dans cet espace, la rue Germaine, la rue Alice, la rue Henriette, la rue Lucie, la rue Sole Mêlée, la rue Sommier, …

## Aujourd'hui
La CNSR a fusionné avec les raffineries Saint Louis de Marseille sous le nom de sucreries raffineries Sol Bouchon Saint Louis S.A., devenue en 1968 la Générale Sucrière. En 2001, le groupe Saint Louis Sucre est racheté par le groupe sucrier allemand Südzucker. En février 2019, ce dernier annonce la fermeture du site, dans un contexte de chute des cours mondiaux du sucre et de suppression des quotas. Le transfert de la production et de ses 132 salariés est prévue vers le site voisin de Roye pour l'année 2020.
Le propriétaire actuel semble souhaiter raser l’intégralité de l’usine avant de procéder à la revente du site,.

## Pour approfondir